# Tele2 Arena
59°17′29″N 18°5′7″Ø / 59.29139°N 18.08528°Ø
Tele2 Arena er en multiarena til sport og koncerter m.v., der er beliggende i bydelen Johanneshov i det sydlige Stockholm. Arenaen har et skydetag, der muliggør arrangementer i arenaen hele året rundt. Tele2 Arena anvendes til bl.a. fodbold, heste-, motor- og issport og koncerter. Arenaen opfylder UEFAs og FIFAs krav til stadions til afvikling af internationale fodboldkampe. Fodboldklubberne Hammarby IF og Djurgårdens IF har Tele2 Arena som hjemmebane. Tele2 arena har også været benyttet af bandyklubben Hammarby, ligesom de svenske bandyfinaler i 2015 og 2016 er blevet spillet i Tele2 Arena. 
Arenaen blev taget i brug den 20. juli 2013, da Hammarby IF spillede mod Örgryte IS (0-0), i hvilken forbindelse der blev sat publikumrekord med 29.175 tilskuere til en fodboldkamp i Superettan. Den officielle indvielse fandt sted ved en endagsfestival den 24. august 2013.
Tele2 Arena har 30.000 siddepladser og kan huse i alt 34.000 tilskuere til fodboldkampe. Til koncerter kan der være 40.000 tilskuere. Publikumrekorden på stadion blev sat den 24. august 2014 i Hammarby IF's kamp mod Ljungskile SK (0-0) foran 31.074 tilskuere. Publikumrekorden til øvrige arrangementer indehaves af Rolling Stones, der den 1. juli 2014 spillede for 37.000 personer.

## Navn
Under opførelsen var arenaens navn Stockholmsarenan. Den 8. juni 2012 blev det offentliggjort, at Tele2 havde købt navnerettighederne i 10 år.

## Arkitektur og bygning
Arenaen er tegnet af det svenske White arkitekter og britiske Arup.  
På ydersiden er Tele2 Arena beklædt med transparent facade bestående 3 mm tykke foldede og perforerede aluminiumplader. Pladefacaden er monteret på et stålskelet. Skallen er skålformet med en skarp kant på den halve højde. Bagved pladerne er monteret selve ydervæggen, der består af glaspartier og præfabrikerede vertikale sandwichelementer. Meningen er, at besøgende skal kunne se udover omgivelserne gennem glaspartierne og pladebeklædningen. White arkitekter modtog "Pladeprisen 2013" for udformningen af arenaens ydre.
Udover arenaens eget lys kompletteres anlægget med lysinstallationer som skal understrege bygningens form og karakter. Om aftenen kan facaden lyses op i forskellige farver. Interiøret i Tele2 Arena er præget af lyse og åbne flader som er formgivet i skandinavisk designtradition, hvor indretningen er domineret af lyst træ og robuste materialer inspireret af nordisk lys og natur.  Arenaen er indrettet af Input Interiör.

## Priser
Tele2 Arena modtog i 2014 prisen "Venue of the year" ved "The Stadium Business Awards". De øvrige nominerede til prisen var:
- Century Link Field (Seattle Sounders FC), USA
- Fisjt olympiske stadion (Sotji), Rusland
- Allianz Arena (München), Tyskland
- Goodison Park, Everton FC, UK
- Madison Square Garden (New York,) USA
- Wembley Stadium (London), UK

Tele2 Arena blev nomineret til prisen Årets Stockholmsbyggnad 2014, men modtog dog ikke førsteprisen. 

## Eksterne links
- Wikimedia Commons har flere filer relateret til Tele2 Arena
- Tele2 Arena - Officiel hjemmeside
- Stockholm Globe Arenas Arkiveret 24. september 2014 hos  Wayback Machine